# 明大前駅
明大前駅（めいだいまええき）は、東京都世田谷区松原二丁目にある、京王電鉄の駅。井の頭北管区所属で、管区長所在駅。

## 概説
京王線・井の頭線の主要駅であり、相互間の接続駅となっている。駅名の通り、甲州街道（国道20号）を挟んで北側に明治大学の和泉キャンパスが位置している。2017年（平成29年）より列車接近メロディに「明治大学校歌」を採用している（京王線にのみで井の頭線には採用されていない）。但し下り京王ライナー及びMt.TAKAO号は京王線新宿駅と同じ京王ライナー入線曲が鳴動され、降車専用扱いとなる上りはどちらも鳴動しない。
2007年（平成19年）5月24日に駅ビルのフレンテ明大前が開業した。これに先立ち、同年3月31日から井の頭線下りホームに出口専用改札口であるフレンテ口が供用開始された。フレンテ明大前の一部店舗は井の頭線下りホームにある。

### 乗入路線
京王線と井の頭線の交差駅であり、各路線に駅番号が与えられている。
- 京王線 - 駅番号「KO06」
- 井の頭線 - 駅番号「IN08」

## 沿革
元々は東京山手急行電鉄（未成線）第二山手線構想の中で、山手急行との接続駅となる予定であった。そのため、駅吉祥寺寄りにある玉川上水の水道橋部分には、帝都電鉄（=井の頭線）と山手急行の4線分の複々線スペースが確保されている。また、井の頭線ホームの渋谷寄りにある京王線との立体交差部分にも4線分スペースが確保されており、エレベーター設置スペースや資材置場・飯場設置スペースへ転用されている。

### 京王線

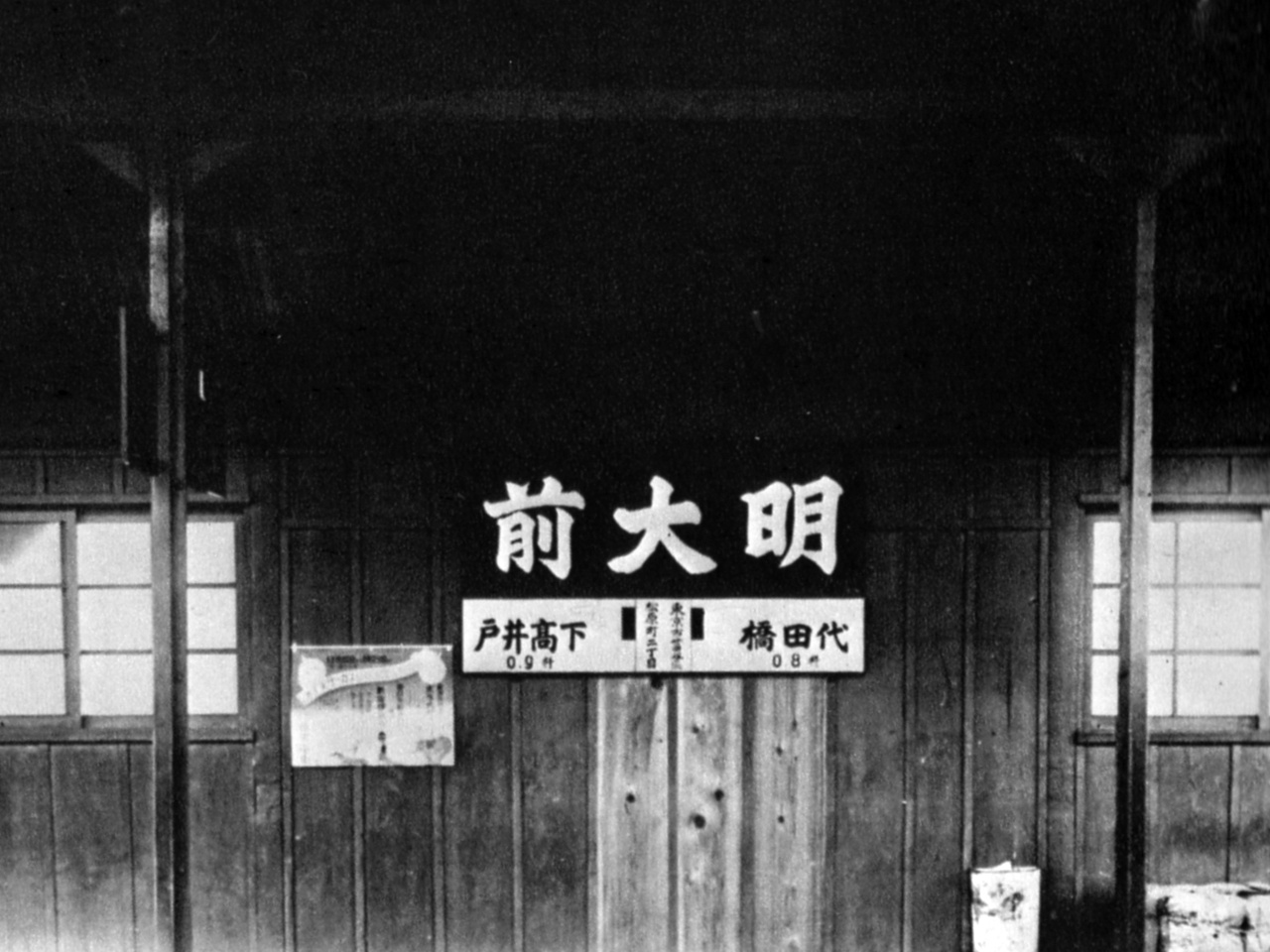
戦前の京王線ホーム

- 1913年（大正2年）4月15日：京王電気軌道（現・京王電鉄）の火薬庫前駅（かやくこまええき）として開設。
- 1917年（大正6年）：松原駅（まつばらえき）へ改称。
- 1935年（昭和10年）2月8日：明大前駅（めいだいまええき）へ改称。
- 1944年（昭和19年）5月31日：京王電気軌道が東京急行電鉄（大東急、現・東急電鉄）へ吸収合併。同社京王線の駅となる。
- 1948年（昭和23年）6月1日：東急から京王帝都電鉄が分離。同社の駅となる
- 2001年（平成13年）3月27日：ダイヤ改正に伴い、準特急新設。停車駅となる[3]。
- 2013年（平成25年）2月22日：KO06の駅ナンバリング導入。
- 2014年（平成26年）2月28日：連続立体交差事業着手[4]。
- 2017年（平成29年）3月25日：列車接近メロディを「明治大学校歌」に変更[5]。
- 2020年（令和2年）2月27日 - 定期券売り場が営業を終了[6]。
- 2021年（令和3年）10月30日 - 土休日の「京王ライナー」および「Mt.TAKAO号」の停車（客扱い）を開始[7]。
- 2022年（令和4年）3月12日：ダイヤ改正に伴い、準特急が特急に吸収される形で廃止。また、終日「京王ライナー」の停車駅となる[8][9]。

### 井の頭線

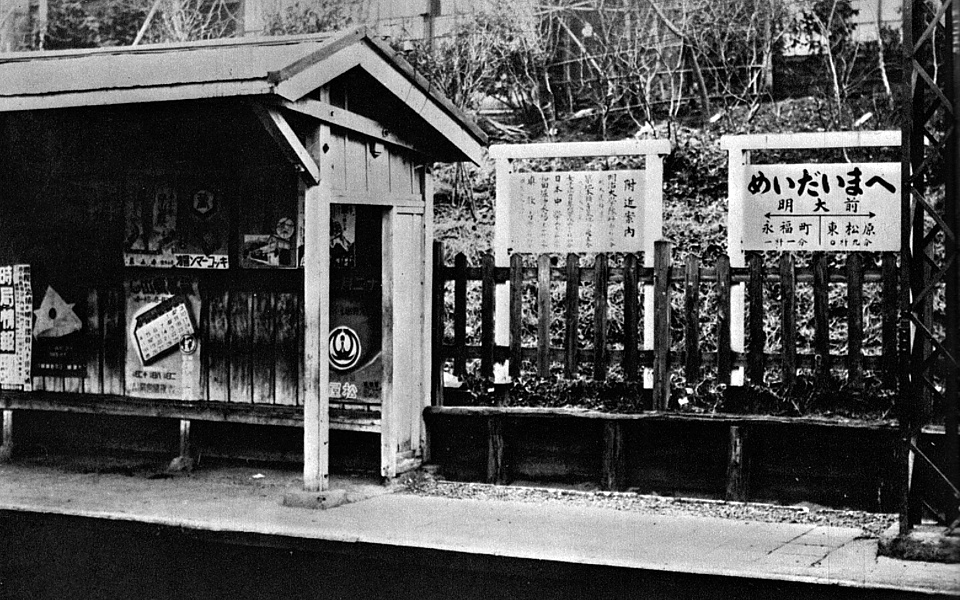
戦前の井の頭線ホーム

- 1933年（昭和8年）8月1日：帝都電鉄の西松原駅として開業。
- 1935年（昭和10年）2月8日 - 明大前駅に改称。
- 1940年（昭和15年）5月1日 - 小田原急行鉄道に合併し、同社帝都線の駅となる。
- 1942年（昭和17年）5月1日；小田急電鉄が東京急行電鉄（大東急）に併合。
- 1948年（昭和23年）6月1日 - 東急から京王帝都電鉄が分離し、同社井の頭線の駅となる。
- 2005年（平成17年）11月 - 井の頭線下りホームの売店が改修のため閉鎖。
- 2007年（平成19年）5月24日 - 駅ビル「フレンテ明大前」が開業[10]。井の頭線とは下りホームのフレンテ口と接続。
- 2013年（平成25年）2月22日 - IN08の駅ナンバリングを導入。
- 2016年（平成28年）12月 - 吉祥寺寄りに非常時用の渡り線を設置するための工事が開始。
- 2017年（平成29年） - 渡り線開設。
- 2020年（令和2年）2月27日 - 定期券売り場が営業を終了[6]。

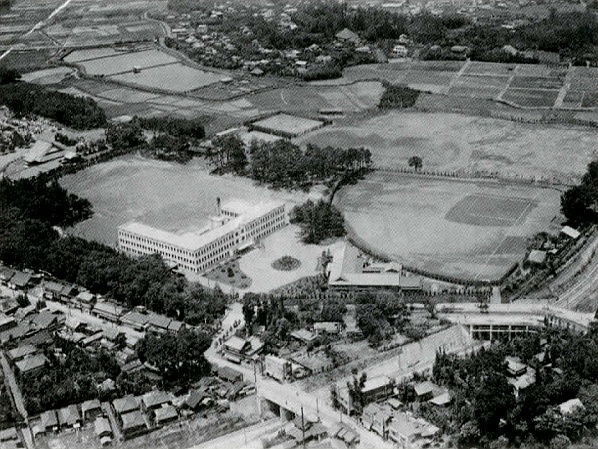
明治大学和泉予科校舎（1935年）

### 駅名の由来
1934年に、明治大学予科が駅の近くに移転したのに伴い、翌年「明大前」（明治大学前）と改称された。名前の由来となった明治大学和泉校舎は、甲州街道（国道20号）を挟んで北側にある。
また、開業時の駅名「火薬庫前」は、甲州街道沿いに江戸時代に徳川幕府の煙硝蔵（鉄砲・火薬などの貯蔵施設）があったことに由来する。この周辺地域では野火などの火の用心のためか、特に禁猟となっていた。明治時代になり陸軍管轄になった火薬庫は、あまり使われなかったようである。その後の関東大震災を機に被災した築地本願寺の墓地が当地に移転し、現在の築地本願寺和田堀廟所となっている。
その後改称された「松原」は当地のかつての村名である。

## 駅構造
京王線・井の頭線ともに相対式ホーム2面2線を有しており、2階が京王線ホーム、1階が改札口、地下1階が井の頭線ホームの3層構造である。
エスカレーターは井の頭線下りホーム - 改札内コンコース間と井の頭線上りホーム - 京王線上りホーム間をそれぞれ連絡しており、前者は上り専用で、後者は渋谷寄りが上り専用、吉祥寺寄りが下り専用である。エレベーターは井の頭線下りホーム - 改札内コンコース間、改札内コンコース - 京王線下りホーム間、井の頭線上りホーム - 改札内コンコース - 京王線上りホーム間をそれぞれ連絡している。なおそれらとは別に、井の頭線下りホームには、出場専用の改札口（フレンテ口）があり、上りエスカレーターで駅ビル「フレンテ明大前」内を経由して地上（駅舎外）へ出ることができる。
改札内コンコースと井の頭線下りホームに店舗が出店しており、後者は「フレンテ明大前」開業後は同ビルの駅ナカ店舗の扱いとなっている。同ビルの工事開始以前は下りホーム中央部に「無事湖」と称する人工池が存在した。
トイレは1階改札内にあり、2013年3月に改装された。ユニバーサルデザインの一環であるだれでもトイレも設置されている。
2001年2月には、ホームの屋根に太陽光発電システムが導入され、発電した電力を駅の電気施設に供給している。このシステムは、新エネルギー・産業技術総合開発機構との共同研究により設置したもので、最大発電容量は30キロワットである。
京王線では当駅を含む高架化計画があり、完成すると現在の相対式2面2線から島式2面4線に増強される。

### のりば
| 番線                      | 路線     | 方向 | 行先                                 |
| ------------------------- | -------- | ---- | ------------------------------------ |
| 京王線ホーム（2階）       |          |      |                                      |
| 1                         | 京王線   | 下り | 調布・橋本・京王八王子・高尾山口方面 |
| 2                         | 京王線   | 上り | 笹塚・新宿・ 都営新宿線方面          |
| 井の頭線ホーム（地下1階） |          |      |                                      |
| 3                         | 井の頭線 | 下り | 永福町・久我山・吉祥寺方面           |
| 4                         | 井の頭線 | 上り | 下北沢・渋谷方面                     |

- ごく一部の列車を除き、原則として京王線と井の頭線のダイヤは接続が図られていない（ダイヤのパターンサイクルも異なる）。そのため、例えば京王線の特急と井の頭線の急行が乗り換えられるとは限らない。
- 新宿行の列車は「京王線新宿行」と案内される。これは京王線の新宿駅（1 - 3番線）と京王新線の新宿駅（4・5番線）を区別するためである。代田橋駅・笹塚駅でも同様の案内が行われている。
- 「京王ライナー」及び「Mt.TAKAO号」は、2021年10月30日より土曜・休日ダイヤにおける停車駅に加わり[7]、2022年3月12日からは平日ダイヤも含め全列車が停車するようになった[8][9]。それ以前の同列車は、当駅前後の踏切を正常に作動させるため運転停車を行うのみで、乗降はできなかった[14][15]。なお、いずれも下りは乗車専用、上りは降車専用となるため、京王線新宿駅 - 当駅間のみの利用はできない[7]。
- 井の頭線吉祥寺寄りに渡り線を設置する工事が2016年12月頃より始まり、2017年11月より使用を開始した。2018年2月22日実施のダイヤ改正で、深夜に吉祥寺発の当駅止まりが1本設定されたが、当駅始発は設定されていない。

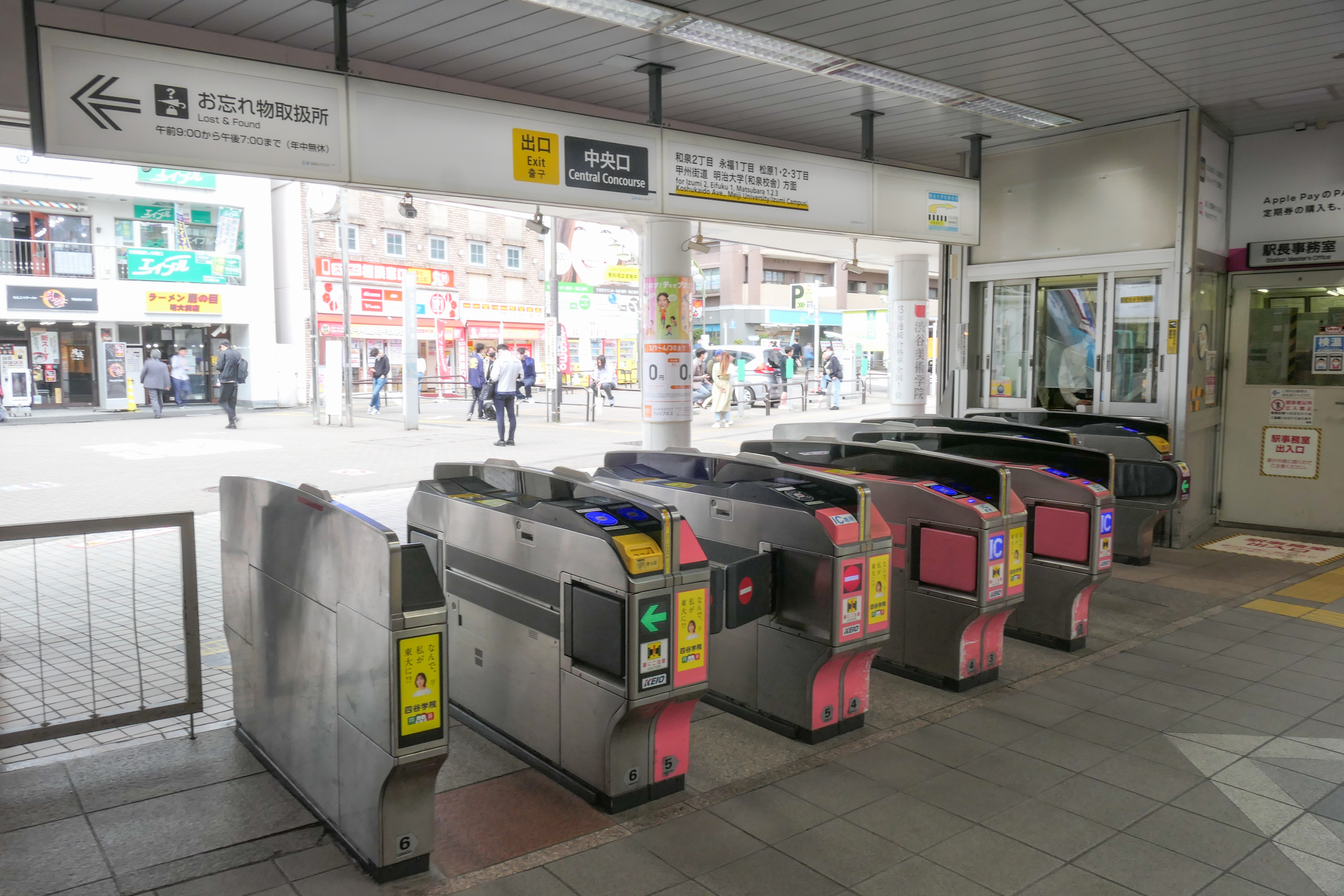
中央口改札（2023年4月）
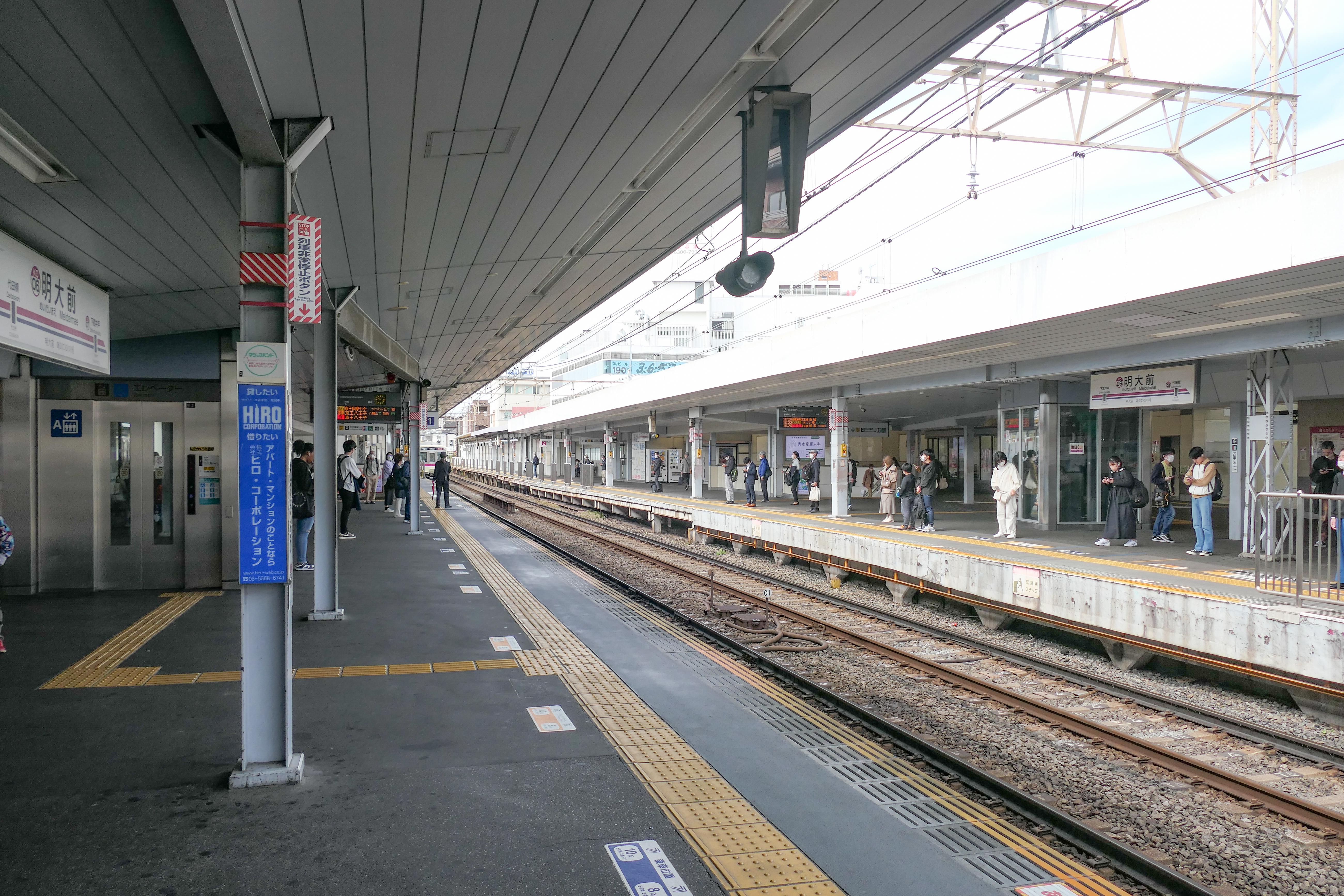
京王線1・2番線ホーム（2023年4月）
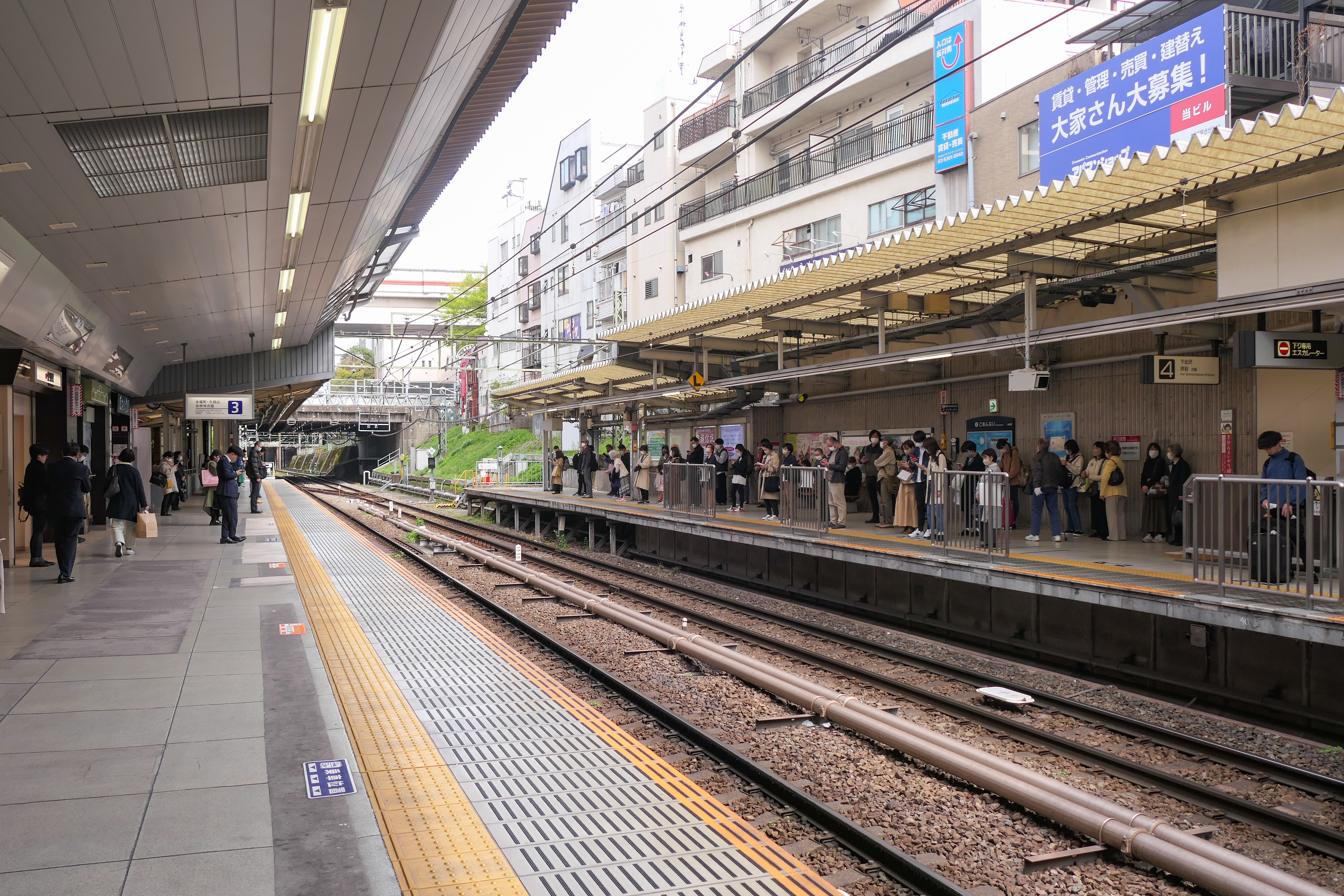
井の頭線3・4番線ホーム（2023年4月）

## 利用状況
- 京王電鉄 - 2024年度の1日平均乗降人員は91,336人である[京王 1]。
  - 京王線⇔井の頭線乗換 - 2024年度の1日平均乗換人員は150,383人である[京王 1]。
  - 京王線 - 2024年度の1日平均乗降人員は51,776人である[京王 1]。
京王線の駅では初台駅に次いで第13位。
  - 井の頭線 - 2024年度の1日平均乗降人員は39,396人である[京王 1]。
井の頭線の駅では下北沢駅に次いで第4位。

### 年度別1日平均乗降・乗換人員
各年度の1日平均乗降・乗換人員は下表の通り。
| 年度               | 京王帝都電鉄 / 京王電鉄 | 京王帝都電鉄 / 京王電鉄 | 京王帝都電鉄 / 京王電鉄  | 京王帝都電鉄 / 京王電鉄 | 京王帝都電鉄 / 京王電鉄 |
| 年度               | 京王線                  | 京王線                  | 京王線 井の頭線 乗換人員 | 井の頭線                | 井の頭線                |
| 年度               | 1日平均 乗降人員        | 増加率                  | 京王線 井の頭線 乗換人員 | 1日平均 乗降人員        | 増加率                  |
| ------------------ | ----------------------- | ----------------------- | ------------------------ | ----------------------- | ----------------------- |
| 1955年（昭和30年） | 16,630                  |                         | 40,112                   | 12,394                  |                         |
| 1960年（昭和35年） | 21,274                  |                         | 61,446                   | 16,990                  |                         |
| 1965年（昭和40年） | 29,748                  |                         | 86,047                   | 22,359                  |                         |
| 1970年（昭和45年） | 31,247                  |                         | 102,865                  | 20,822                  |                         |
| 1975年（昭和50年） | 34,495                  |                         | 121,160                  | 23,171                  |                         |
| 1980年（昭和55年） | 31,807                  |                         | 141,026                  | 34,261                  |                         |
| 1983年（昭和58年） |                         |                         |                          | 38,209                  |                         |
| 1985年（昭和60年） | 37,738                  |                         | 158,916                  | 28,528                  |                         |
| 1990年（平成02年） | 41,704                  |                         | 167,044                  | 28,500                  |                         |
| 1991年（平成03年） | 42,461                  | 1.8%                    |                          |                         |                         |
| 1995年（平成07年） | 40,231                  |                         | 164,950                  | 26,308                  |                         |
| 2000年（平成12年） | 39,559                  |                         | 162,660                  | 24,457                  |                         |
| 2003年（平成13年） | 40,201                  | −0.8%                   | 168,559                  | 24,473                  | 0.3%                    |
| 2004年（平成14年） | 40,250                  | 0.1%                    | 168,215                  | 24,468                  | −0.0%                   |
| 2005年（平成17年） | 40,966                  | 1.8%                    | 168,929                  | 25,052                  | 2.4%                    |
| 2006年（平成18年） | 41,572                  | 1.5%                    | 171,785                  | 25,300                  | 1.0%                    |
| 2007年（平成19年） | 47,667                  | 14.7%                   | 171,785                  | 30,671                  | 21.2%                   |
| 2008年（平成20年） | 49,607                  | 4.1%                    | 172,530                  | 32,943                  | 7.4%                    |
| 2009年（平成21年） | 50,293                  | 1.4%                    | 171,646                  | 33,406                  | 1.4%                    |
| 2010年（平成22年） | 50,800                  | 1.0%                    | 169,727                  | 33,716                  | 0.9%                    |
| 2011年（平成23年） | 49,433                  | −2.7%                   | 169,104                  | 33,684                  | −0.1%                   |
| 2012年（平成24年） | 49,647                  | 0.4%                    | 172,727                  | 34,865                  | 3.5%                    |
| 2013年（平成25年） | 49,487                  | −0.3%                   | 172,881                  | 34,558                  | −0.9%                   |
| 2014年（平成26年） | 52,885                  | 6.9%                    | 171,224                  | 38,141                  | 10.4%                   |
| 2015年（平成27年） | 60,135                  | 13.7%                   | 176,100                  | 44,473                  | 16.6%                   |
| 2016年（平成28年） | 61,476                  | 2.2%                    | 178,289                  | 45,918                  | 3.2%                    |
| 2017年（平成29年） | 61,969                  | 0.8%                    | 179,502                  | 46,262                  | 0.7%                    |
| 2018年（平成30年） | 63,014                  | 1.7%                    | 180,019                  | 47,230                  | 2.1%                    |
| 2019年（令和元年） | 63,198                  | 0.3%                    | 177,098                  | 47,763                  | 1.1%                    |
| 2020年（令和02年） | 34,326                  | −45.7%                  | 119,745                  | 26,342                  | −44.8%                  |
| 2021年（令和03年） | 43,039                  | 25.4%                   | 132,537                  | 32,966                  | 25.1%                   |
| 2022年（令和04年） | 48,752                  | 13.3%                   | 145,276                  | 37,476                  | 13.7%                   |
| 2023年（令和05年） | 51,379                  | 5.4%                    | 149,984                  | 39,452                  | 5.3%                    |
| 2024年（令和06年） | 51,776                  | 0.1%                    | 150,383                  | 39,396                  | −0.1%                   |

### 年度別1日平均乗車人員（1930年代）
各年度の1日平均乗車人員推移は下記の通り。
| 年度               | 京王帝都電鉄 | 出典             |
| ------------------ | ------------ | ---------------- |
| 1933年（昭和08年） | 651          | [ 東京府統計 1 ] |
| 1934年（昭和09年） | 875          | [ 東京府統計 2 ] |
| 1935年（昭和10年） | 1,413        | [ 東京府統計 3 ] |

### 年度別1日平均乗車人員（1956年 - 2000年）
- 1956年度 - 1973年度の値には、各線内の乗換人員を含む（1958年度除く）。

| 年度               | 京王線 | 井の頭線 | 出典              |
| ------------------ | ------ | -------- | ----------------- |
| 1956年（昭和31年） | 31,303 | 28,342   | [ 東京都統計 1 ]  |
| 1957年（昭和32年） | 34,639 | 32,442   | [ 東京都統計 2 ]  |
| 1958年（昭和33年） | 9,963  | 7,631    | [ 東京都統計 3 ]  |
| 1959年（昭和34年） | 38,390 | 36,757   | [ 東京都統計 4 ]  |
| 1960年（昭和35年） | 40,953 | 39,391   | [ 東京都統計 5 ]  |
| 1961年（昭和36年） | 44,858 | 42,454   | [ 東京都統計 6 ]  |
| 1962年（昭和37年） | 48,193 | 46,787   | [ 東京都統計 7 ]  |
| 1963年（昭和38年） | 51,000 | 47,970   | [ 東京都統計 8 ]  |
| 1964年（昭和39年） | 53,834 | 51,033   | [ 東京都統計 9 ]  |
| 1965年（昭和40年） | 57,044 | 54,469   | [ 東京都統計 10 ] |
| 1966年（昭和41年） | 59,236 | 56,243   | [ 東京都統計 11 ] |
| 1967年（昭和42年） | 61,165 | 57,797   | [ 東京都統計 12 ] |
| 1968年（昭和43年） | 62,151 | 58,445   | [ 東京都統計 13 ] |
| 1969年（昭和44年） | 64,399 | 60,909   | [ 東京都統計 14 ] |
| 1970年（昭和45年） | 66,356 | 62,189   | [ 東京都統計 15 ] |
| 1971年（昭和46年） | 68,825 | 63,738   | [ 東京都統計 16 ] |
| 1972年（昭和47年） | 72,732 | 67,463   | [ 東京都統計 17 ] |
| 1973年（昭和48年） | 75,529 | 69,153   | [ 東京都統計 18 ] |
| 1974年（昭和49年） | 27,937 |          | [ 東京都統計 19 ] |
| 1975年（昭和50年） | 28,869 |          | [ 東京都統計 20 ] |
| 1976年（昭和51年） | 17,455 | 10,710   | [ 東京都統計 21 ] |
| 1977年（昭和52年） | 17,663 | 10,981   | [ 東京都統計 22 ] |
| 1978年（昭和53年） | 17,290 | 11,649   | [ 東京都統計 23 ] |
| 1979年（昭和54年） | 15,787 | 14,929   | [ 東京都統計 24 ] |
| 1980年（昭和55年） | 15,956 | 15,923   | [ 東京都統計 25 ] |
| 1981年（昭和56年） | 16,540 | 16,712   | [ 東京都統計 26 ] |
| 1982年（昭和57年） | 16,507 | 17,425   | [ 東京都統計 27 ] |
| 1983年（昭和58年） | 16,191 | 18,022   | [ 東京都統計 28 ] |
| 1984年（昭和59年） | 17,381 | 15,134   | [ 東京都統計 29 ] |
| 1985年（昭和60年） | 18,227 | 14,011   | [ 東京都統計 30 ] |
| 1986年（昭和61年） | 18,833 | 13,986   | [ 東京都統計 31 ] |
| 1987年（昭和62年） | 19,448 | 13,995   | [ 東京都統計 32 ] |
| 1988年（昭和63年） | 20,038 | 14,222   | [ 東京都統計 33 ] |
| 1989年（平成元年） | 20,167 | 14,077   | [ 東京都統計 34 ] |
| 1990年（平成02年） | 20,795 | 14,293   | [ 東京都統計 35 ] |
| 1991年（平成03年） | 21,172 | 14,309   | [ 東京都統計 36 ] |
| 1992年（平成04年） | 20,967 | 14,058   | [ 東京都統計 37 ] |
| 1993年（平成05年） | 20,896 | 13,608   | [ 東京都統計 38 ] |
| 1994年（平成06年） | 20,726 | 13,534   | [ 東京都統計 39 ] |
| 1995年（平成07年） | 20,068 | 13,142   | [ 東京都統計 40 ] |
| 1996年（平成08年） | 19,967 | 13,129   | [ 東京都統計 41 ] |
| 1997年（平成09年） | 19,778 | 12,408   | [ 東京都統計 42 ] |
| 1998年（平成10年） | 19,723 | 12,090   | [ 東京都統計 43 ] |
| 1999年（平成11年） | 19,525 | 11,910   | [ 東京都統計 44 ] |
| 2000年（平成12年） | 19,721 | 12,121   | [ 東京都統計 45 ] |

### 年度別1日平均乗車人員（2001年以降）
| 年度               | 京王線 | 井の頭線 | 出典              |
| ------------------ | ------ | -------- | ----------------- |
| 2001年（平成13年） | 20,225 | 12,351   | [ 東京都統計 46 ] |
| 2002年（平成14年） | 20,041 | 12,093   | [ 東京都統計 47 ] |
| 2003年（平成15年） | 20,085 | 12,475   | [ 東京都統計 48 ] |
| 2004年（平成16年） | 20,197 | 12,532   | [ 東京都統計 49 ] |
| 2005年（平成17年） | 20,529 | 12,978   | [ 東京都統計 50 ] |
| 2006年（平成18年） | 20,770 | 13,197   | [ 東京都統計 51 ] |
| 2007年（平成19年） | 23,628 | 15,557   | [ 東京都統計 52 ] |
| 2008年（平成20年） | 24,627 | 16,682   | [ 東京都統計 53 ] |
| 2009年（平成21年） | 25,003 | 16,888   | [ 東京都統計 54 ] |
| 2010年（平成22年） | 25,255 | 17,063   | [ 東京都統計 55 ] |
| 2011年（平成23年） | 24,549 | 17,022   | [ 東京都統計 56 ] |
| 2012年（平成24年） | 24,699 | 17,605   | [ 東京都統計 57 ] |
| 2013年（平成25年） | 24,665 | 17,394   | [ 東京都統計 58 ] |
| 2014年（平成26年） | 26,345 | 19,101   | [ 東京都統計 59 ] |
| 2015年（平成27年） | 29,877 | 22,172   | [ 東京都統計 60 ] |
| 2016年（平成28年） | 30,553 | 22,882   | [ 東京都統計 61 ] |
| 2017年（平成29年） | 30,775 | 23,016   | [ 東京都統計 62 ] |
| 2018年（平成30年） | 31,268 | 23,351   | [ 東京都統計 63 ] |
| 2019年（令和元年） | 31,320 | 23,544   | [ 東京都統計 64 ] |
| 2020年（令和02年） | 17,066 | 13,014   | [ 東京都統計 65 ] |

## 駅周辺
杉並区境が至近距離に存在する。
2006年に進入道路の拡幅工事が完了し、アクセスの向上が図られたものの、駅前広場の道路幅が狭い関係上、車両用ロータリーは整備されなかった（2013年12月14日現在、コインパーキングが設置されているが、地元商店街のイベント等で閉鎖されることもあり注意が必要）。この道路は都市計画道路補助第154号線で、京王線の高架化にあわせ、駅南側に新たな広場ができる予定である。
北に明治大学和泉校舎があり、学生向けに喫茶店や文具店、ファーストフード店、安価な食堂などがあるが、駅前商店街としてはそれ程大きい規模というわけでもない。
- 京王電鉄お忘れ物取扱所（徒歩3分）
- フレンテ明大前（駅ビル）
- 和泉給水所
- 東放学園専門学校　杉並校舎
- 明治大学和泉校舎 - 文系学部（法・商・政治経済・文・経営・情報コミュニケーション各学部）の教養課程で使用。
- 日本大学鶴ヶ丘高等学校
- 日本女子体育大学附属二階堂高等学校
- 日本学園中学校・高等学校
- 世田谷区役所 松原まちづくり出張所
- 世田谷明大前郵便局
- 国道20号（甲州街道）
- 首都高速4号新宿線（最寄ランプは永福出入口）
- 築地本願寺和田堀廟所
- 京王ストアエクスプレス明大前店
- スーパーバリュー ロピア松原店

## ギャラリー

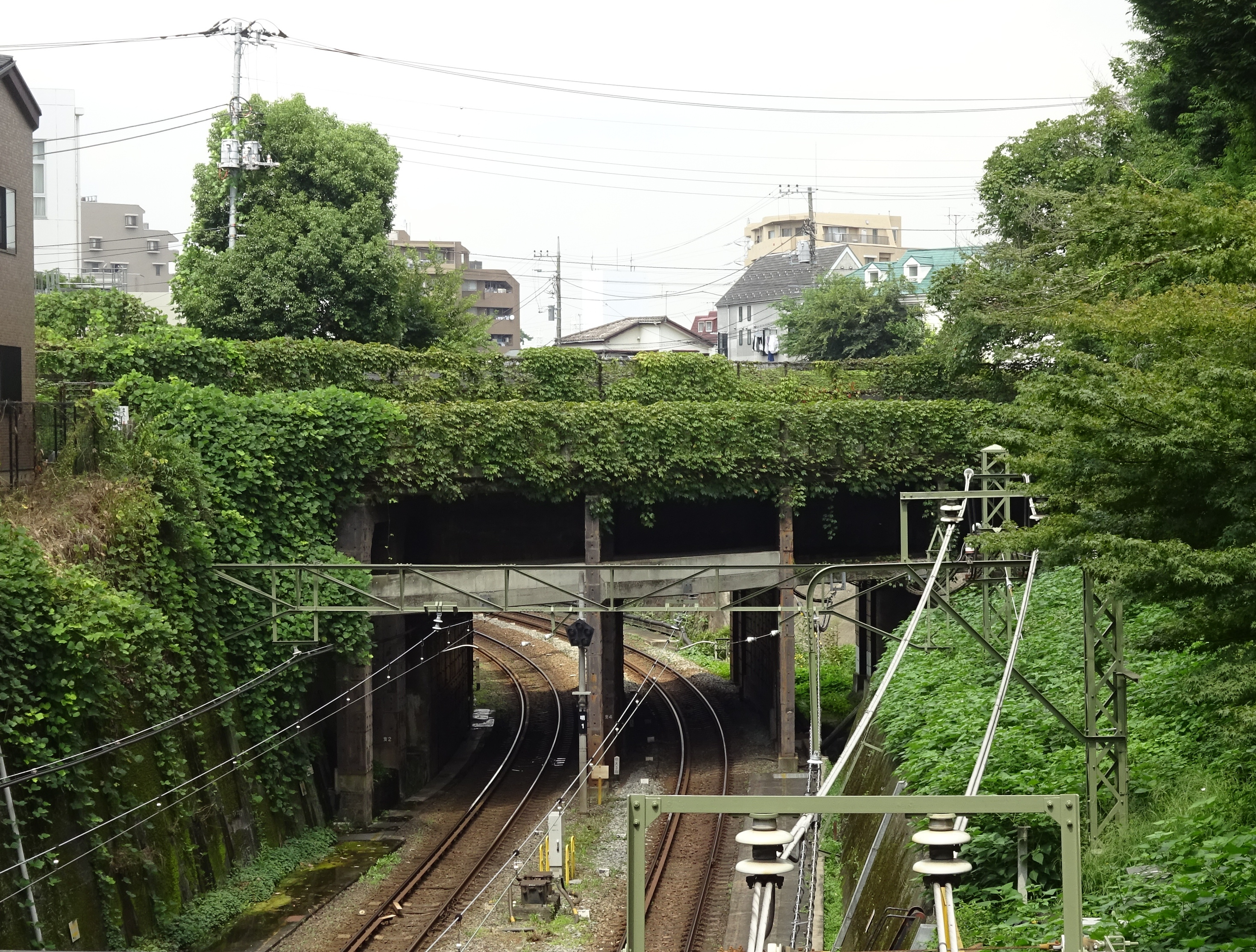
井の頭線を跨ぐ水道橋（2015年9月） 線路右側の水道橋下の空き地は東京山手急行電鉄の建設予定地跡
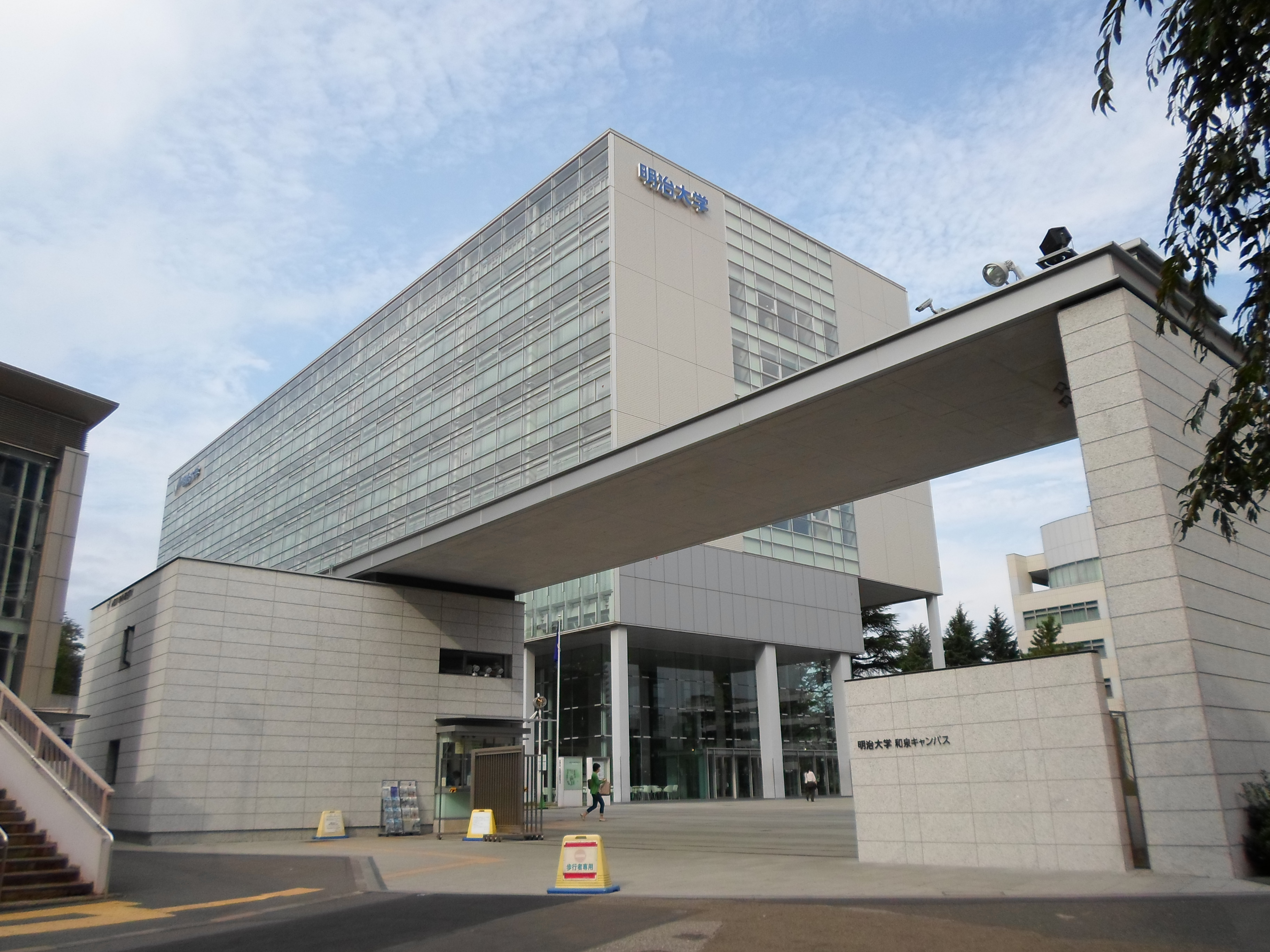
駅名の由来である明治大学和泉キャンパス（2014年10月）

## 隣の駅
京王電鉄
 京王線
- □「京王ライナー」、□「Mt.TAKAO号」停車駅（下りは乗車専用、上りは降車専用）

■特急
笹塚駅 (KO04) - 明大前駅 (KO06) - 千歳烏山駅 (KO12)
■急行・■区間急行
笹塚駅 (KO04) - 明大前駅 (KO06) - 桜上水駅 (KO08)
■快速
笹塚駅 (KO04) - 明大前駅 (KO06) - 下高井戸駅 (KO07)
■各駅停車
代田橋駅 (KO05) - 明大前駅 (KO06) - 下高井戸駅 (KO07)
 井の頭線
■急行
下北沢駅 (IN05) - 明大前駅 (IN08) - 永福町駅 (IN09)
■各駅停車
東松原駅 (IN07) - 明大前駅 (IN08) - 永福町駅 (IN09)